# 傑雷米·格雷爾
傑雷米·格雷爾（法語：Jérémy Morel)；1984年4月2日—）是一位法國足球運動員，在場上的位置是左後衛。曾效力於馬賽。